# The Magnificent Ambersons
The Magnificent Ambersons (Los magníficos Amberson; en Argentina y en Venezuela, Soberbia; en España, El cuarto mandamiento) es una película dramática estadounidense de 1942 dirigida por Orson Welles y basada en la novela homónima de Booth Tarkington, escrita en 1918, y que había ganado el premio Pulitzer en 1919.
Fue la segunda película de Welles, tras Citizen Kane, y en esta película volvía a dirigir y a escribir el guion, aunque esta vez no interpretaba ningún papel.
En 1972 y 1982; apareció respectivamente en octavo y séptimo lugar de la lista de Sight & Sound de las diez mejores películas de todos los tiempos. En 1991, la película fue considerada «cultural, histórica y estéticamente significativa» por la Biblioteca del Congreso de Estados Unidos y seleccionada para su preservación en el National Film Registry.

## Argumento
Los Amberson son una familia de clase alta que vive en Indianápolis. Un día, la matriarca de la familia, Isabel Amberson, es humillada en público por su novio, el inventor Eugene Morgan. Ella rompe su relación y decide casarse con el insípido Wilbur Minafer.
La gente en la ciudad está segura de que Isabel no puede estar enamorada de Wilbur. Ella tiene un hijo, George Minafer, a quien mima. A medida que George crece, muchos en la ciudad esperan el día en que el arrogante e inmaduro hijo de mamá reciba su "merecido".
Más tarde, cuando George regresa de la universidad, su madre y su abuelo celebran una recepción en su honor. Entre los invitados está el viejo Eugene, que ahora es un próspero fabricante de automóviles. Él trae a su hija Lucy con él. George se dirige a Lucy de inmediato, pero le disgusta a Eugene, especialmente después de enterarse por el tío Jack Amberson y la tía Fanny que Eugene e Isabel habían sido una vez pareja.
Después de la muerte de Wilbur Minafer, Eugene, viudo, decide pedirle a Isabel su mano en matrimonio. Esta vez, ella está dispuesta, pero George manipula egoístamente a su madre para que rechace a Eugene. La actitud altiva de George conduce a la tragedia para todos, y, finalmente, George Minafer recibe su merecido.

## Reparto
- Joseph Cotten - Eugene
- Dolores Costello - Isabel
- Anne Baxter - Lucy
- Tim Holt - George
- Agnes Moorehead - Fanny
- Ray Collins as Jack
- Erskine Sanford - Roger Bronson
- Richard Bennett - Major Amberson
- Don Dillaway - Wilbur
- Orson Welles - Narrador

## Producción
El rodaje de la película se inició en el año 1941, y duró unos tres meses. Según el propio Welles, la manipulación ejercida sobre la película por la productora es enorme. Cuarenta y cinco minutos, donde se encontraba el núcleo de la película, fueron suprimidos, y la secuencia final no fue escrita ni dirigida por él. El resultado final no tenía nada que ver con el guion que Welles escribió. El montaje final de la película dura 131 minutos, algo excesivo para una película de estas características, y tras unos preestrenos desastrosos, tuvieron que cortar hasta dejarla en 88 minutos.

## Premios Óscar
Agnes Moorehead fue nominada al Oscar a mejor actriz secundaria, y la película logró nominaciones como mejor película, mejor montaje, mejor dirección artística en blanco y negro y mejor fotografía en blanco y negro.